# Vicky López
Pour les articles homonymes, voir López.
Vicky López, née le 26 juillet 2006 à Madrid en Espagne, est une footballeuse internationale espagnole, qui joue au poste de milieu de terrain ou d'attaquante au FC Barcelone.

## Biographie
Vicky López commence à jouer au football dans les pas de son grand frère. Arrivée au collège, elle intègre l'équipe de football de l'établissement et réalise la passion qu'elle éprouve envers ce sport, "J'ai réalisé que je voulais vraiment jouer au football lorsque j'ai rejoint l'équipe du collège. Je finissais l'entraînement, je rentrais à la maison et je voulais y retourner et m'entraîner à nouveau".
Le destin lui semble favorable puisqu'elle est repérée par une joueuse qui défendait les couleurs du Madrid CFF, Alba Mellado, lors de vacances où elle jouait avec ses cousins sur une plage de Benidorm, non loin d'un appartement que possédait le président du club, Alfredo Ulloa.

### Début en jeune au Madrid CFF
Alfredo Ulloa intègre Vicky Lopez dans les catégories jeunes du Madrid CFF en 2018.
Au cours de la saison 2020-2021, Vicky López alors dans les catégories jeunes, marque 60 buts en 17 matchs avec le Madrid CFF. L'objectif de Vicky est clair devenir une footballeuse professionnelle, "Chaque but est un petit pas vers ce rêve que j'ai, tous les buts sont importants".

### En club

#### Madrid CFF
Le 5 septembre 2021, à 15 ans, 1 mois et 10 jours, elle fait ses débuts avec l'équipe senior du Madrid CFF en tant que remplaçante. Elle devient de ce fait, la plus jeune joueuse de l'histoire du championnat féminin espagnol. Elle entre à la 80e minute contre l'Athletic Bilbao à domicile en Primera División. Malheureusement le match se soldera par une défaite 2-0.

#### FC Barcelone (2022-)
A l'été 2022, Vicky López rejoint le FC Barcelone et signe son premier contrat professionnel le jour de ses 16 ans.
Le 17 septembre 2022 face à Tenerife, Vicky López devient la plus jeune joueuse sous les couleurs du club catalan. À l’âge de 16 ans, un mois et 19 jours, elle bat le record de précocité jusque-là détenu par Claudia Pina, qui a fait ses débuts en compétition à l’âge de 16 ans, cinq mois et deux jours. Titulaire lors de cette victoire 2-0, elle est remplacée à la 62e minute par Asisat Oshoala.
Le 6 novembre 2022, elle joue son premier Clásico en rentrant à la 84e minute de jeu remplaçant Claudia Pina.
Le 21 décembre 2022, lors du dernier match de phases de poule de la Ligue des Champions 2022 face au FC Rosengård, Vicky Lopez bat de nouveaux records avec le FC Barcelone. Rentrée à la 81ème minute, remplaçant Asisat Oshoala, elle devient à seulement 16 ans et 148 jours, la plus jeune joueuse à jouer pour le Barça en Ligue des Champions et la plus jeune joueuse à jouer au célèbre Camp Nou battant le record de Ansu Fati. Lors de ce match, Lopez hérite d'un centre de Nuria Rábano à la 88ème minute qui aurait pu être son premier but en équipe sénior, mais le ballon est repoussé par la défense. Cependant la victoire est assurée 6-0.
Le 3 janvier 2023 dans un article de l'UEFA intitulé "Les 10 joueuses à suivre en 2023" Vicky López est nommée comme un talent à suivre.
Le 10 janvier 2023, Vicky López connait sa première titularisation avec le FC Barcelone à seulement 16 ans contre Osasuna en huitième de finale de la Coupe de la Reine. Placée comme milieu central avec Aitana Bonmati, elle délivre sa première passe décisive à la 57e minute de jeu pour Salma Paralluelo marquant le sixième but du match. Elle jouera en tout 71 minutes lors de cette victoire 9-0 qui qualifie le Barça pour la suite de la coupe.
Le 22 janvier 2023, Vicky López rentre à la 89e minute de jeu en final de la Supercoupe d'Espagne, remplaçant Mariona Caldentey. Le score se solde sur une solide victoire 3-0 face à la Real Sociedad et le FC Barcelone remporte cette édition 2023.
Le 25 janvier 2023 face au Fútbal Club Levante Las Planas en match de Liga, Vicki López connaît sa deuxième titularisation avec le FC Barcelone. Peu de temps après la reprise de la 2e mi-temps, Vicky López hérite d'une passe de l'international suisse, Crnogorčević et inscrit son premier but en équipe première à la 48e minute de jeu pour le 4-0 (Victoire 7-0). De ce fait, elle devient la plus jeune buteuse de l'histoire du FC Barcelone en inscrivant son but à 16 ans, 5 mois et 27 jours dépassant Patricia Guijarro,.
Le 19 novembre 2023, elle devient la plus jeune buteuse du clásico (féminin comme masculin) à 17 ans, 3 mois et 23 jours marquant le 5e et dernier but du match à la 92e minute, cinq minutes après son entrée en jeu.

## En sélection

### En catégories jeunes
Vicky López est appelée en équipe d'Espagne des moins de 17 ans  à seulement 15 ans le 18 août 2021, lors d'un match amical contre la Norvège. Elle est également éligible pour représenter le Nigeria qui a manifesté son intérêt envers la jeune prodige qui ne serait pas réticente à jouer pour le pays de sa mère. Même si Vicky Lopez compte déjà 12 sélections avec l'équipe d'Espagne U17, elle reste ouverte à une sélection avec l'équipe nigériane qu'elle admire beaucoup mais la Fédération du Nigeria de football ne l'a toujours pas contactée. Son père a dit "Il reste plusieurs années à jouer pour l'équipe nationale (jeune) et je ne sais pas quelle préférence elle a. [...] Je sais qu'en hommage à sa mère, elle aimerait avoir l'expérience de jouer pour les équipes jeunes du Nigeria."
Le 30 octobre 2022, elle remporte la deuxième Coupe du monde des moins de 17 ans pour l'Espagne en Inde. Elle remporte de plus le Ballon d'or Adidas de la meilleure joueuse de la Coupe grâce à ses performances de haute qualité tout au long du championnat, elle marque les deux buts de la rencontre à la 87e et 93e face au Japon ce qui qualifie l'Espagne pour la demi-finale. Elle reçoit deux fois le titre de joueuse du match face à la Colombie en phase de groupes puis face au Japon en quarts de finale.
Lors de ses premiers pas en équipe U19 d'Espagne lors des phases de qualification à l'Euro U19 2024 en Lituanie. Vicky Lopez joue les 3 premiers matches de phase de groupe qui se soldent par 3 victoires. Elle brillera notamment face à la Suède en inscrivant 2 buts sur 3 à la 4ème et 90+2 minute de jeu.

### En équipe sénior
Le 15 février 2024, Vicky Lopez est convoquée par Montse Tomé pour les quarts de finales de la Ligue des Nations. Une première convocation à seulement 17 ans.
Le 23 février 2024, Vicky Lopez honore son premier match en équipe sénior en entrant à la 73è minute de jeu en demi finale de la Ligue des Nations 2023 - 2024 face au Pays-Bas, qui se soldera par une victoire 3-0. Lors de la finale face à l'équipe de France le 28 février 2024, Vicky Lopez entrera à la 86è minute de jeu, participant à la victoire 2-0 et au sacre de l'équipe d'Espagne qui remporte la première édition de la Ligue des Nations féminine.

## Vie privée
Vicky López est née d'un père espagnol nommé Jesus Lopez-Serrano Perez et d'une mère nigériane. Elle possède de ce fait les deux nationalités.
La mère de Vicky López, atteinte d'une maladie grave, décèdera en 2020.
Elle a deux frères et une sœur.

## Statistiques
| Saison                | Club                  | Championnat           | Championnat | Championnat | Coupe(s) nationale(s) | Coupe(s) nationale(s) | Supercoupe | Supercoupe | Compétition(s) continentale(s) | Compétition(s) continentale(s) | Compétition(s) continentale(s) | Total | Total |
| Saison                | Club                  | Division              | M           | B           | M                     | B                     | M          | B          | Comp                           | M                              | B                              | M     | B     |
| --------------------- | --------------------- | --------------------- | ----------- | ----------- | --------------------- | --------------------- | ---------- | ---------- | ------------------------------ | ------------------------------ | ------------------------------ | ----- | ----- |
| 2021-2022             | Madrid CFF            | D1                    | 9           | 0           | ---                   | ---                   | ---        | ---        | ---                            | ---                            | ---                            | 9     | 0     |
| Sous-total            | Sous-total            | Sous-total            | 9           | 0           | ---                   | ---                   | ---        | ---        | -                              | -                              | -                              | 9     | 0     |
| 2022-2023             | FC Barcelone          | D1                    | 10          | 2           | 1                     | 0                     | 1          | 0          | WCL                            | 1                              | 0                              | 13    | 2     |
| 2023-2024             | FC Barcelone          | D1                    | 10          | 3           | 2                     | 0                     | 2          | 0          | WCL                            | 6                              | 0                              | 20    | 3     |
| Sous-total            | Sous-total            | Sous-total            | 20          | 5           | 3                     | 0                     | 3          | 0          | -                              | 7                              | 0                              | 33    | 5     |
| Total sur la carrière | Total sur la carrière | Total sur la carrière | 29          | 5           | 3                     | 0                     | 3          | 0          | -                              | 7                              | 0                              | 42    | 5     |

## Palmarès

### Sélection
Équipe d'Espagne U17
- Finaliste du Championnat d'Europe féminin de football des U17 en Bosnie-Herzégovine: 2022
- Vainqueur de la Coupe du monde U17 en Inde : 2022
- Finaliste du Championnat d'Europe féminin de football des U17 en Estonie : 2023

 Equipe d'Espagne
- Vainqueur de la Ligue des Nations 2023 - 2024

### En club
FC Barcelone :
- Vainqueur du Trophée Joan Gamper : 2022, 2023
- Vainqueur de la Supercoupe d'Espagne en 2023, 2024.
- Vainqueur du Championnat d'Espagne en 2023, 2024.
- Vainqueur de la Coupe de la Reine en 2024.
- Vainqueur de la Ligue des Champions en 2023

### Individuel
- MVP de la Liga Promises : 2019
- Nommée aux Golden Girls, les 15 meilleures joueuses de moins de 21 ans : 2022
- Ballon d'or Adidas de la Coupe du Monde des U17 en Inde en 2022[22].
- Classé 2ème dans le classement des 25 meilleurs jeunes talents féminin NXGN 2024 par Goal[23].